# Площадь Латышских Стрелков (Рига)
Площадь Латышских Стрелков (латыш. Latviešu strēlnieku laukums) — площадь в историческом центре Риги. Расположена между набережной 11 Ноября, Ратушной площадью, улицами Грециниеку и Калькю.

## История
Образовалась в 1970 году после возведения в центре Ратушной площади Мемориального музея-памятника Латышским красным стрелкам, отделившего часть Ратушной площади от Даугавы. С 1971 по 1990 год носила название «Площадь Латышских красных стрелков».
В 1993 году в здании ликвидированного музея Латышских красных стрелков разместился Музей оккупации Латвии.

## Достопримечательности

Памятник Латышским красным стрелкам. Фото 2013 г.

- Музей оккупации Латвии (1970, архитекторы Д. Я. Дриба, Г. Р. Лусис-Гринбергс[латыш.]).
- Памятник латышским стрелкам (1971, скульптор В. К. Албергс).